# Leucopogon gracilis
Leucopogon gracilis är en ljungväxtart som beskrevs av Robert Brown. Leucopogon gracilis ingår i släktet Leucopogon och familjen ljungväxter. Inga underarter finns listade i Catalogue of Life.